# Vulpiella stipoides
Vulpiella stipoides là một loài thực vật có hoa trong họ Hòa thảo. Loài này được (L.) Maire miêu tả khoa học đầu tiên năm 1942.